# Thomas Moore

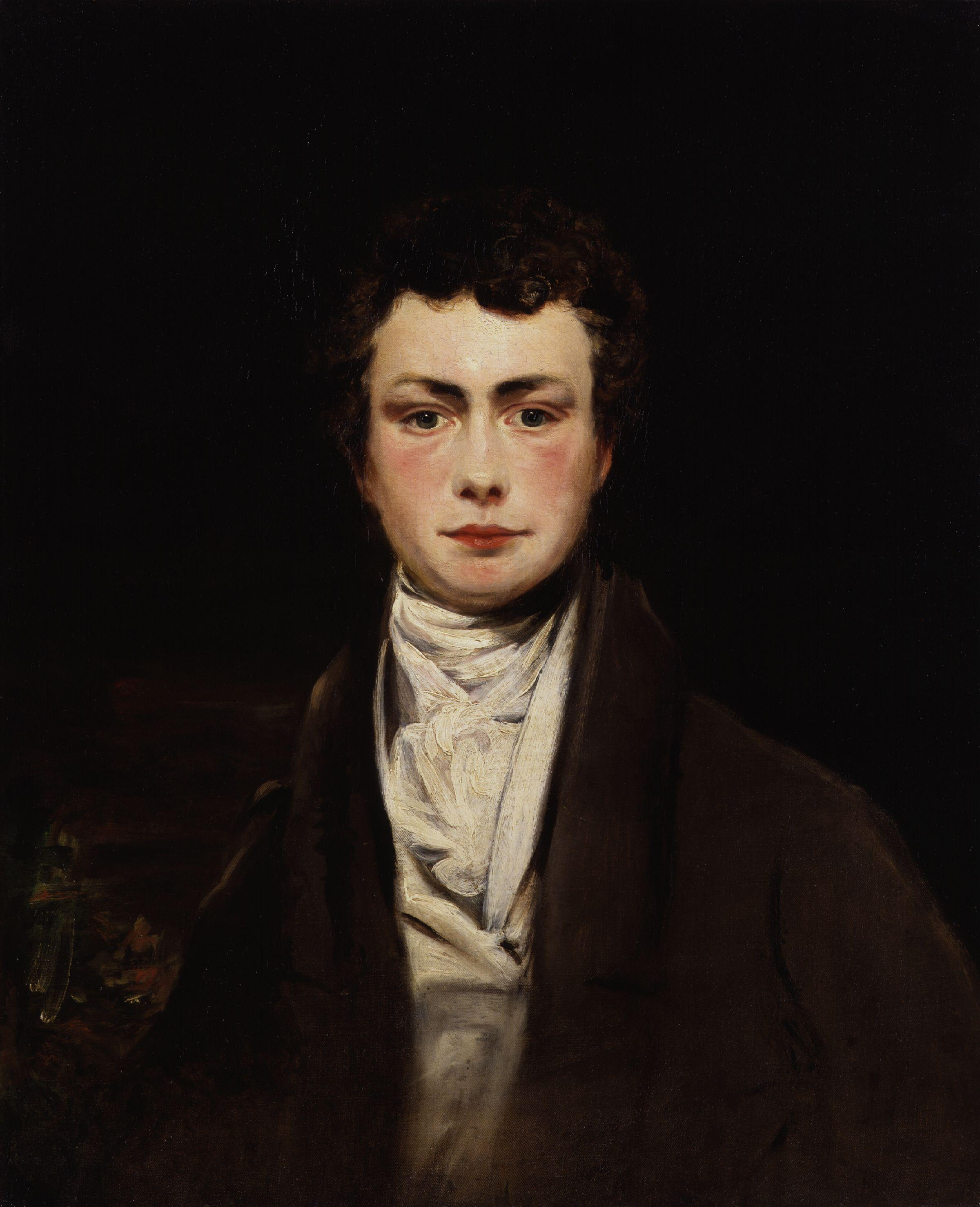
Thomas Moore, schilderij van onbekende kunstenaar

Thomas Moore (Dublin, 28 mei 1779 – Wiltshire, 25 februari 1852) was een Iers dichter, satiricus, politiek propagandist, zanger, songwriter en entertainer, die nu vooral herinnerd wordt als tekstschrijver van de bekende Ierse liederen The Minstrel Boy en The Last Rose of Summer. Hij was samen met uitgever John Murray ook verantwoordelijk voor het verbranden van Lord Byrons memoires na diens dood.

## Oeuvre
- Odes of Anacreon (1800)
- Poetical Works of the Late Thomas Little, Esq. (1801)
- The Gypsy Prince (een komische opera; met Michael Kelly als tenor, 1801)
- Epistles, Odes and Other Poems (1806)
- A Selection of Irish Melodies, 1 and 2 (april 1808)
- Corruption and Intolerance, Two Poems (1808)
- The Sceptic: A Philosophical Satire (1809)
- A Selection of Irish Melodies, 3 (januari 1810)
- A Letter to the Roman Catholics of Dublin (1810)
- A Melologue upon National Music (1811)
- M.P.: or, the Blue-Stocking (een komische opera, opgevoerd in Lyceum Theatre op 9 september 1811)
- A Selection of Irish Melodies, 4 (november 1811)
- Parody of a Celebrated Letter (Privately printed and circulated, februari 1812, Examiner, 8 maart 1812)
- To a Plumassier (Morning Chronicle, 16 maart 1812)
- Extracts from the Diary of a Fashionable Politician (Morning Chronicle, 30 maart 1812)
- The Insurrection of the Papers (Morning Chronicle, 23 april 1812)
- Lines on the Death of Mr. P[e]rc[e]v[a]l (mei 1812)
- The Sale of the Tools (Morning Chronicle, 21 december 1812)
- Correspondence Between a Lady and a Gentleman (Morning Chronicle, 6 januari 1813)
- Intercepted Letters, or the Two-Penny Post-Bag (maart 1813)
- Reinforcements for Lord Wellington (Morning Chronicle, 27 augustus 1813)
- A Selection of Irish Melodies, 5 (december 1813)
- A Collection of the Vocal Music of Thomas Moore (1814)
- A Selection of Irish Melodies, 6 (maart 1815)
- Sacred Songs, 1 (juni 1816)
- Lines on the Death of Sheridan (Morning Chronicle, juni 1816)
- Lalla Rookh, an Oriental Romance (mei 1817)
- The Fudge Family in Paris (20 april 1818)
- National Airs, 1 (23 april 1818)
- To the Ship in which Lord C[A]ST[LE]R[EA]GH Sailed for the Continent (Morning Chronicle, 22 september 1818)
- Lines on the Death of Joseph Atkinson, Esq. of Dublin (25 september 1818)
- Go, Brothers in Wisdom (Morning Chronicle, 18 augustus 1818)
- To Sir Hudson Lowe (Examiner, 4 oktober 1818)
- A Selection of Irish Melodies, 7 (oktober 1818)
- The Works of Thomas Moore (6 vols.) (1819)
- Tom Crib's Memorial to Congress (januari 1819)
- National Airs, 2 (1820)
- Irish Melodies, with a Melologue upon National Music (1820)
- A Selection of Irish Melodies, 8 (1821)
- Irish Melodies (with an Appendix, containing the original advertisements and the prefatory letter on music, 1821)
- National Airs, 3 (juni 1822)
- National Airs, 4 (1822)
- The Loves of the Angels, a Poem (23 december 1822)
- The Loves of the Angels, an Eastern Romance (5th ed. of Loves of the Angels) (1823)
- Fables for the Holy Alliance, Rhymes on the Road, &c. &c. (7 mei 1823)
- Sacred Songs, 2 (1824)
- A Selection of Irish Melodies, 9 (1 november 1824)
- Memoirs of Captain Rock (9 april 1824)
- Memoirs of the Life of Richard Brinsley Sheridan (2 vols.) (1825)
- National Airs, 5 (1826)
- Evenings in Greece, 1 (1826)
- A Dream of Turtle (The Times, 28 september 1826)
- The Epicurean, a Tale (1827)
- National Airs, 6 (1827)
- A Set of Glees (1827)
- Odes upon Cash, Corn, Catholics, and other Matters (1828)
- Letters & Journals of Lord Byron, with Notices of his Life (vol.1) (15 januari 1830)
- Legendary Ballads (1830)
- Letters & Journals of Lord Byron, with Notices of his Life (vol.2) (januari 1831)
- The Life and Death of Lord Edward FitzGerald (2 vols.) (1831)
- The Summer Fete (1831)
- Evenings in Greece, 2 (1832)
- Irish Antiquities (The Times, 5 maart 1832)
- From the Hon. Henry ---, to Lady Emma --- (The Times, 9 april 1832)
- To Caroline, Viscountess Valletort (The Metropolitan Magazine, juni 1832)
- Ali's Bride... (The Metropolitan Magazine, August 1832)
- Verses to the Poet Crabbe's Inkstand (The Metropolitan Magazine, augustus 1832)
- Tory Pledges (The Times, 30 augustus 1832)
- Song to the Departing Spirit of Tithe (The Metropolitan Magazine, september 1832)
- The Duke is the Lad (The Times, 2 October 1832)
- St. Jerome on Earth, First Visit (The Times, 29 oktober 1832)
- St. Jerome on Earth, Second Visit (The Times, 12 november 1832)
- Travels of an Irish Gentleman in Search of a Religion (2 vols.) (1833)
- To the Rev. Charles Overton (The Times, 6 november 1833)
- Irish Melodies, 10 (with Supplement) (1834)
- Vocal Miscellany, 1 (1834)
- The Numbering of the Clergy (Examiner, 5 oktober 1834)
- Vocal Miscellany, 2 (1835)
- The poetical works of Thomas Moore, complete in two volumes, Parijs, Baudry's European library (rue du Coq, nabij het Louvre), 1835
- The Fudge Family in England (1835)
- The History of Ireland (vol.1) (1835)
- The History of Ireland (vol.2) (1837)
- The Song of the Box (Morning Chronicle, 19 februari 1838)
- Sketch of the First Act of a New Romantic Drama (Morning Chronicle, 22 maart 1838)
- Thoughts on Patrons, Puffs, and Other Matters (Bentley's Miscellany, 1839)
- Alciphron, a Poem (1839)
- The History of Ireland (vol.3) (1840)
- The Poetical Works of Thomas Moore, collected by himself (10 vols.) (1840–1841)
- Thoughts on Mischief (Morning Chronicle, 2 mei 1840)
- Religion and Trade (Morning Chronicle, 1 juni 1840)
- An Account of an Extraordinary Dream (Morning Chronicle, 15 juni 1840)
- The Retreat of the Scorpion (Morning Chronicle, 16 juli 1840)
- Musings, suggested by the Late Promotion of Mrs. Nethercoat (Morning Chronicle, 27 augustus 1840)
- The Triumphs of Farce (1840)
- Latest Accounts from Olympus (1840)
- A Threnody on the Approaching Demise of Old Mother Corn-Law (Morning Chronicle, 23 februari 1842)
- "The Homeless' Guide to Love" (vol.1) (1846)
- Sayings and Doings of Ancient Nicholas (Morning Chronicle, 7 april 1842)
- ''More Sayings and Doings of Ancient Nicholas (Morning Chronicle, 12 mei 1842)
- The History of Ireland (vol.4) (1846)

Postuum verscheen:
- Prose and verse, humorous, satirical and sentimental, by Thomas Moore, with suppressed passages from the memoirs of Lord Byron, chiefly from the author's manuscript and all hitherto inedited and uncollected. With notes and introduction by Richard Herne Shepherd (London: Chatto & Windus, Piccadilly, 1878)

- Bibsys: 98027852
- Biblioteca Nacional de España: XX1038186
- Bibliothèque nationale de France: cb12029801k (data)
- Catàleg d'autoritats de noms i títols de Catalunya: 981060934756306706
- CiNii: DA01015954
- Digitale Bibliotheek voor de Nederlandse Letteren: moor097
- Gemeinsame Normdatei: 118784714
- International Standard Name Identifier: 0000 0001 1608 7954
- Library of Congress Control Number: n79055409
- Nationale Bibliotheek van Letland: 000092496
- MusicBrainz: 68b30416-113c-4c2e-8ca2-9a50a62fd5b7
- Nationale Bibliotheek van Tsjechië: jo20010082968
- Nationale bibliotheek van Australië: 35361165
- Nationale Bibliotheek van Israël: 987007265538505171
- Nationale Bibliotheek van Polen: a0000001182536
- Nationale en Universitaire bibliotheek Zagreb: 000766933
- Nederlandse Thesaurus van Auteursnamen: 07040139X
- Réseau des bibliothèques de Suisse occidentale: 02-A000115732
- Istituto Centrale per il Catalogo Unico: CFIV028090
- LIBRIS: 77839
- SNAC: w6sx6cfx
- Système universitaire de documentation: 027647773
- Trove: 925376
- Virtual International Authority File: 24616222